# Маткевич, Анатолий Анатольевич
Анатолий Анатольевич Маткевич (укр. Анатолій Анатолійович Маткевич; род. 17 июня 1977, Днепропетровск) — украинский футболист, защитник.

## Биография
Начал карьеру в кировоградской «Звезде». Позже играл за множество украинских клубов: «Металлург» (Новомосковск), «Горняк-Спорт», «Кремень», «Металлург» (Запорожье), «Днепр» (Днепропетровск), «Нафком», «Кривбасс», «Полесье» (Житомир).
Зимой 2005 года перешёл в симферопольскую «Таврию», в команде дебютировал 1 марта 2005 года в матче против бориспольского «Борисфена» (2:1). В январе 2006 года получил статус свободного агента и перешёл в «Крымтеплицу» из села Молодёжного. После в 2007 году выступал за сирийский клуб «Аль-Иттихад» из города Алеппо. Позже вернулся на Украину в черниговскую «Десну». Вторую половину сезона 2007/08 провёл в кировоградском «Олимпике». Летом 2008 года перешёл в луганский «Коммунальник», но из-за проблем клуб прекратил своё существование. А Маткевич перешёл в узбекский клуб «Насаф» из города Карши.

## Семья
Сын, Андрей, также профессиональный футболист.